# Impatiens kodachadriensis
Impatiens kodachadriensis är en balsaminväxtart som beskrevs av Bhaskar och Sringesh. Impatiens kodachadriensis ingår i släktet balsaminer, och familjen balsaminväxter. Inga underarter finns listade i Catalogue of Life.